# Zsófia Bakos
Zsófia Bakos (* 14. Juni 1991) ist eine ungarische Biathletin.
Zsófia Bakos nahm 2008 in Cesana San Sicario erstmals an Rennen des IBU-Cups der Junioren teil. In der Haute-Maurienne nahm sie bei den Sommerbiathlon-Weltmeisterschaften 2008 an den Wettbewerben im Crosslauf der Junioren teil. Im Sprint belegte sie den 26., in der Verfolgung den 23. Platz. Im folgenden Jahr startete sie bei derselben Veranstaltung, die nun in Oberhof ausgetragen wurde. Im Sprint wurde sie 26., im Verfolgungsrennen 31.
In Altenberg bestritt Bakos 2009 ihr erstes Rennen im IBU-Cup der Frauen. In ihrem ersten Sprint erreichte sie den 73. Platz. 2010 belegte sie mit Platz 53 in einem Sprint ihr bislang bestes Ergebnis in dieser Rennserie. Zur ersten Teilnahme an einer internationalen Meisterschaft wurde ein Start bei den Sommerbiathlon-Europameisterschaften 2009 in Nové Město na Moravě. Als Startläuferin der Mixed-Staffel brachte sie mit nur fünf Nachladern ihre ungarische Staffel auf einen guten Weg, den jedoch die erfahreneren Ildikó Papp (eine Strafrunde), Imre Tagscherer (vier Strafrunden) und István Muskatal (fünf Strafrunden) wieder verdarben. Die ungarische Staffel belegte am Ende den zehnten Platz.